# گل‌خوشه‌ایان
گل‌خوشه‌ایان (نام علمی: Melanthiaceae) نام یک تیره از راسته سوسن‌سانان است.